# Stazione di Sarmato
Stazione di Sarmato vasútállomás Olaszországban, Sarmato településen.

## Vasútvonalak
Az állomást az alábbi vasútvonalak érintik:
- Alessandria–Piacenza-vasútvonal

## Kapcsolódó állomások
A vasútállomáshoz az alábbi állomások vannak a legközelebb:
- Stazione di Castel San Giovanni
- Stazione di Rottofreno